# Joy Wilkinson
Joy Wilkinson es una guionista, dramaturga, autora y directora británica.

## Biografía

### Infancia y juventud
Joy Wilkinson nació en la localidad inglesa de Burnley, en el condado de Lancashire. A los 14 años, coescribió Fried Eggs & Fag Ends, una obra de teatro para el Festival de Jóvenes Escritores de Lancashire que fue reseñada en el periódico The Guardian por David Ward. Trabajó como periodista antes de ganar el premio Verity Bargate.

### Carrera
Wilkinson ha escrito varias obras de teatro, como Britain's Best Recruiting Sargento, Fair and The Sweet Science of Bruising, que se estrenó en Southwark Playhouse en 2018. En 2015, fue premiada con el premio Screen Daily Star of Tomorrow por su guion de suspenso, Killer Résumé, lo que la llevó a la Brit List de 2014. Adaptó el Inspector Chen Cao de Qiu Xiaolong para BBC Radio 4, así como varias adaptaciones de obras de teatro y novelas de Agatha Christie. Entre ellas estaban Inocencia trágica, Cianuro espumoso y El misterio de Pale Horse. En 2021, escribió una adaptación de Lud-in-the-Mist de Hope Mirrlees para BBC Radio 4.
En televisión, ha escrito varios capítulos para series de televisión como Doctors, Holby City, Casualty y Land Girls. En 2012, adaptó la novela, The Life and Adventures of Nicholas Nickleby como una miniserie de cinco capítulos para la BBC One. En 2018, contribuyó con el octavo episodio de la undécima temporada de Doctor Who, The Witchfinders. también novelizó el episodio como parte de la Target Collection, y luego escribió el cuento, The Simple Things. En 2021, escribió la tira cómica Black Powder para Doctor Who Magazine. También en 2021, coescribió el cuarto episodio de la serie, The Watch, que está inspirado en la Guardia de la ciudad de Ankh-Morpork de la serie de novelas de fantasía Mundodisco de Terry Pratchett. El 17 de marzo de 2022, se anunció que escribiría una adaptación cinematográfica de Stalag-X de Kevin J. Anderson y Steven L. Sears, que sería dirigida por Francis Lawrence.
En 2020, tuvo su debut como directora, con el cortometraje de época Ma'am, con el que ganó en los Emerging Talent Awards en el New Renaissance Film Festival. En 2021, escribió y dirigió un cortometraje de seguimiento, The Everlasting Club. En 2023, comenzó la producción de su debut cinematográfico, la película de suspense de bajo presupuesto 7 Keys.

## Filmografía
| Año       | Título                                   | Notas                                                                | Cadena de televisión |
| --------- | ---------------------------------------- | -------------------------------------------------------------------- | -------------------- |
| 2006-2012 | Doctors                                  | 23 episodios                                                         | BBC One              |
| 2006      | Casualty                                 | Episodio: «Heads Together»                                           | BBC One              |
| 2006      | Holby City                               | Episodio: «One for My Baby»                                          | BBC One              |
| 2011      | Land Girls                               | Episodio: «Farewell My Lovely»                                       | BBC One              |
| 2012      | The Life and Adventures of Nick Nickleby | 4 episodios                                                          | BBC One              |
| 2018      | Doctor Who                               | Episodio: «The Witchfinders»                                         | BBC One              |
| 2020      | Ma'am                                    | Cortometraje; también directora                                      |                      |
| 2021      | The Watch                                | Coguionista: «Twilight Canyons»                                      | BBC America          |
| 2021      | The Everlasting Club                     | Cortometraje; también directora                                      |                      |
| 2022      | The Pact                                 | Temporada 2; episodios 4 & 5                                         | BBC One              |
| 2023      | Lockwood & Co.                           | Episodios: «Suéltame», «Se acerca la muerte» y «Nunca me lo pediste» | Netflix              |
| 2024      | Suspect                                  | Temporada 2; coguionista con David Allison                           | Channel 4            |
| 2024      | 7 Keys                                   | Película, guionista y directora                                      |                      |